# Justin Kerr
Pour les articles homonymes, voir Kerr.
Justin Leigh Kerr, né le 1er décembre 1979 à Tokoroa, est un coureur cycliste néo-zélandais.

## Palmarès
- 2003
  - 2e du Lake Taupo Cycle Challenge
- 2004
  - 2e du championnat de Nouvelle-Zélande sur route
- 2006
  - Tour de Taranaki :
    - Classement général
    - 1reb et 2eb (contre-la-montre) étapes
- 2007
  - 2e et 8e étapes du Tour du Pakistan
  - 3e étape du Tour d'Islamabad
  - 2e du Tour du Pakistan
  - 2e du Lake Taupo Cycle Challenge
  - 2e du championnat de Nouvelle-Zélande du critérium
- 2008
  - 1re étape du BDO Tour of Northland
  - Chuck Pontius Criterium
  - 8e étape du Tour de Nouvelle-Calédonie
  - 7e étape du Tour de Southland
  - 3e de la REV Classic
- 2009
  - 2e étape de la Ventura County Stage Race (contre-la-montre)
  - 3e de la Ventura County Stage Race
- 2010
  - Devo Spring Classics Stage Race
  - 2e du Lake Taupo Cycle Challenge
- 2011
  - 2e étape du Tour de White Rock

## Classements mondiaux
| Année            | 2007 | 2008 | 2009 |
| ---------------- | ---- | ---- | ---- |
| UCI Oceania Tour | 15e  | 59e  | 47e  |